# Euphorbia umbelliformis
Euphorbia umbelliformis är en törelväxtart som först beskrevs av Ignatz Urban och Erik Leonard Ekman, och fick sitt nu gällande namn av Victor W. Steinmann och Paul Edward Berry. Euphorbia umbelliformis ingår i släktet törlar, och familjen törelväxter. Inga underarter finns listade i Catalogue of Life.